# Bobrowo-Kolonia (województwo kujawsko-pomorskie)
Bobrowo-Kolonia – kolonia w Polsce położona w województwie kujawsko-pomorskim, w powiecie brodnickim, w gminie Bobrowo. Miejscowość wchodzi w skład sołectwa Bobrowo.
W latach 1975–1998 miejscowość administracyjnie należała do województwa toruńskiego.